# Heinrich Anschütz

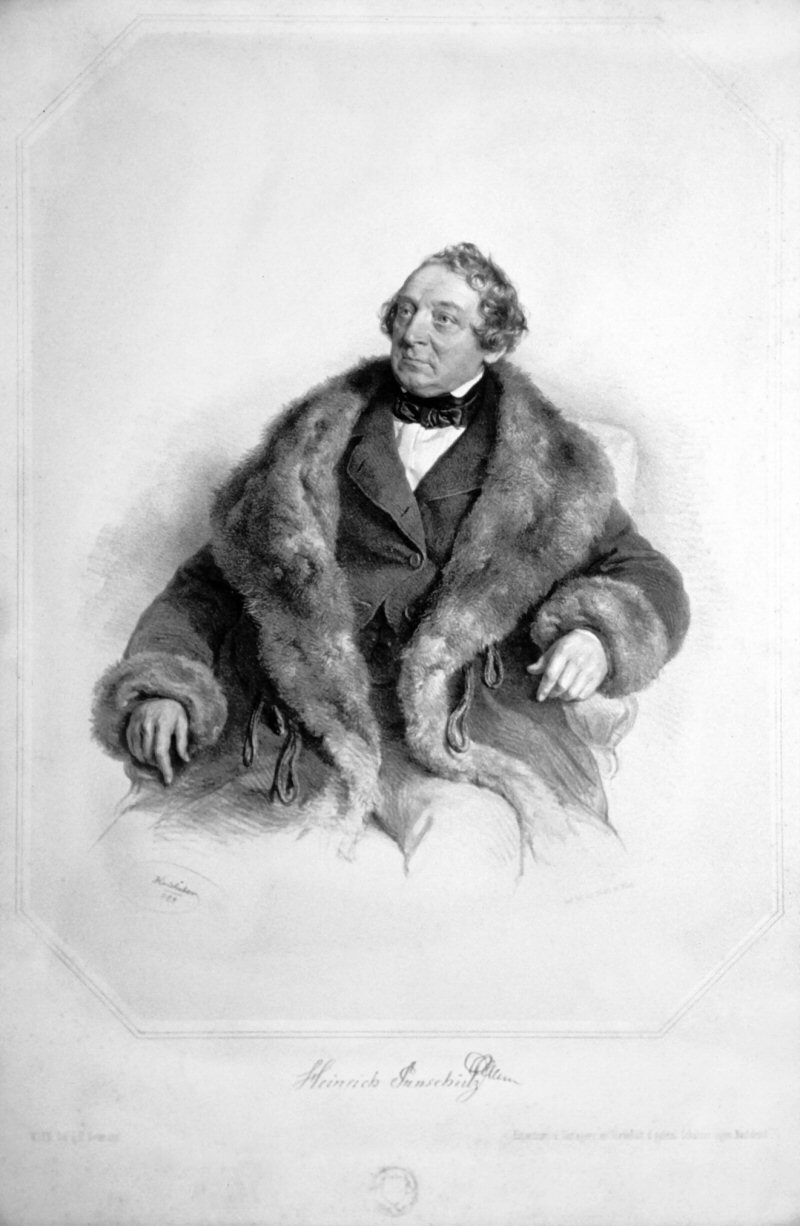
Heinrich Anschütz, Lithographie von Joseph Kriehuber, 1855

Heinrich Johann Immanuel Anschütz (* 8. Februar 1785 in Luckau; † 29. Dezember 1865 in Wien) war ein deutsch-österreichischer Schauspieler.

## Leben
Heinrich Anschütz war der Sohn eines ehemaligen Soldaten, des Direktors des Luckauer Waisenhauses; der spätere Hofschauspieler Eduard Anschütz war sein Bruder. 1794 übersiedelte die Familie nach Leipzig, dort ging er zum ersten Mal ins Theater. Dabei sah er die Dresdener Hofschauspieler-Gesellschaft unter Franz Sekonda. Anschütz besuchte das Gymnasium St. Augustin in Grimma (ehem. Fürstenschule). 1804 begann er an der Universität Leipzig Jura zu studieren. Daneben besuchte er regelmäßig das Goethetheater in Bad Lauchstädt und das Weimarer Hoftheater (unter der Leitung Johann Wolfgang von Goethes).
Besonders die Gastvorstellungen von und mit Ferdinand Eßlair, August Iffland und Pius Alexander Wolff brachten Anschütz dazu, sein Studium aufzugeben und Schauspieler zu werden. Nach Anschützs eigenen Aussagen wurde er auch vom Theaterdirektor Friedrich Ludwig Schröder sehr beeinflusst.
Mit 22 Jahren konnte Anschütz 1807 am Stadttheater in Nürnberg debütieren; in der Rolle von Adolf von Klingsberg („Die beiden Klingsberg“ von August von Kotzebue). 1810 heiratete Anschütz die Sängerin Josephine Kette (1793–nach 1822), die sich bereits 1817 wieder von ihm scheiden ließ (Der gemeinsame Sohn Alexander Anschütz (1815–1868) wurde ebenfalls Opernsänger.) Bis 1811 wirkte Anschütz in Nürnberg und wurde anschließend für zwei Jahre an das Theater nach Danzig engagiert.
1814 ging Anschütz nach Breslau und war am dortigen Theater bis 1821 unter Vertrag. Von dort holte man Anschütz an das Burgtheater nach Wien, wo er als Schauspieler brillierte und auch viele Jahre als Regisseur arbeitete. 1818 heiratete er in Wien seine zweite Ehefrau, die Schauspielerin Emilie Butenop (* 1795; † 17. Juni 1866 in Wien), Tochter des Schauspieldirektors Karl Heinrich Butenop. Mit ihr hatte er vier Kinder, die Schauspielerin Marie Emilie Auguste Koberwein (die mit dem Maler Georg Koberwein verheiratet war), den Dramatiker Roderich Anschütz und eine Tochter namens Rosa Johanna Wilhelmine (geb. 1830). In Wien wurde Anschütz auch Mitglied der literarischen Gesellschaft Die Ludlamshöhle, wo er u. a. mit Castelli, Grillparzer und Salieri in Kontakt kam.
Anschütz beschreibt in seinen Erinnerungen auch eine denkwürdige Begegnung mit Beethoven, die im Sommer 1822 in Döbling stattfand. Der Komponist griff dabei spontan Anschütz’ Anregung auf, eine Bühnenmusik zu Macbeth zu komponieren. Das Projekt wurde jedoch nicht realisiert. Als anlässlich von Beethovens Beerdigung am 29. März 1827 Franz Grillparzer eine Grabrede verfasste, wünschte sich dieser ausdrücklich Anschütz als Redner. Anschütz hat die Rede allerdings überarbeitet und den Schluss geändert.
1857 konnte Anschütz unter reger Anteilnahme des Publikums sein fünfzigjähriges Künstlerjubiläum feiern; seine vierzigjährige Zugehörigkeit zum Burgtheater-Ensemble wurde 1861 groß gefeiert. Der österreichische Dramatiker Friedrich Halm verfasste anlässlich dieses Jubiläums ein vielbeachtetes Gedicht über Heinrich Anschütz.
Anschütz war Freimaurer; er ist unter den Mitgliedern der 1848 kurzzeitig bestehenden Wiener Loge Zum heiligen Joseph als Erster Aufseher verzeichnet.
Am 4. Juni 1865 war Anschütz zum letzten Mal auf der Bühne zu sehen; in der Rolle des Musikus Müller. Ein halbes Jahr später starb er im Alter von 80 Jahren am 29. Dezember 1865. Sein Grab befindet sich auf dem Wiener Evangelischen Friedhof Matzleinsdorf (Gruft 70).

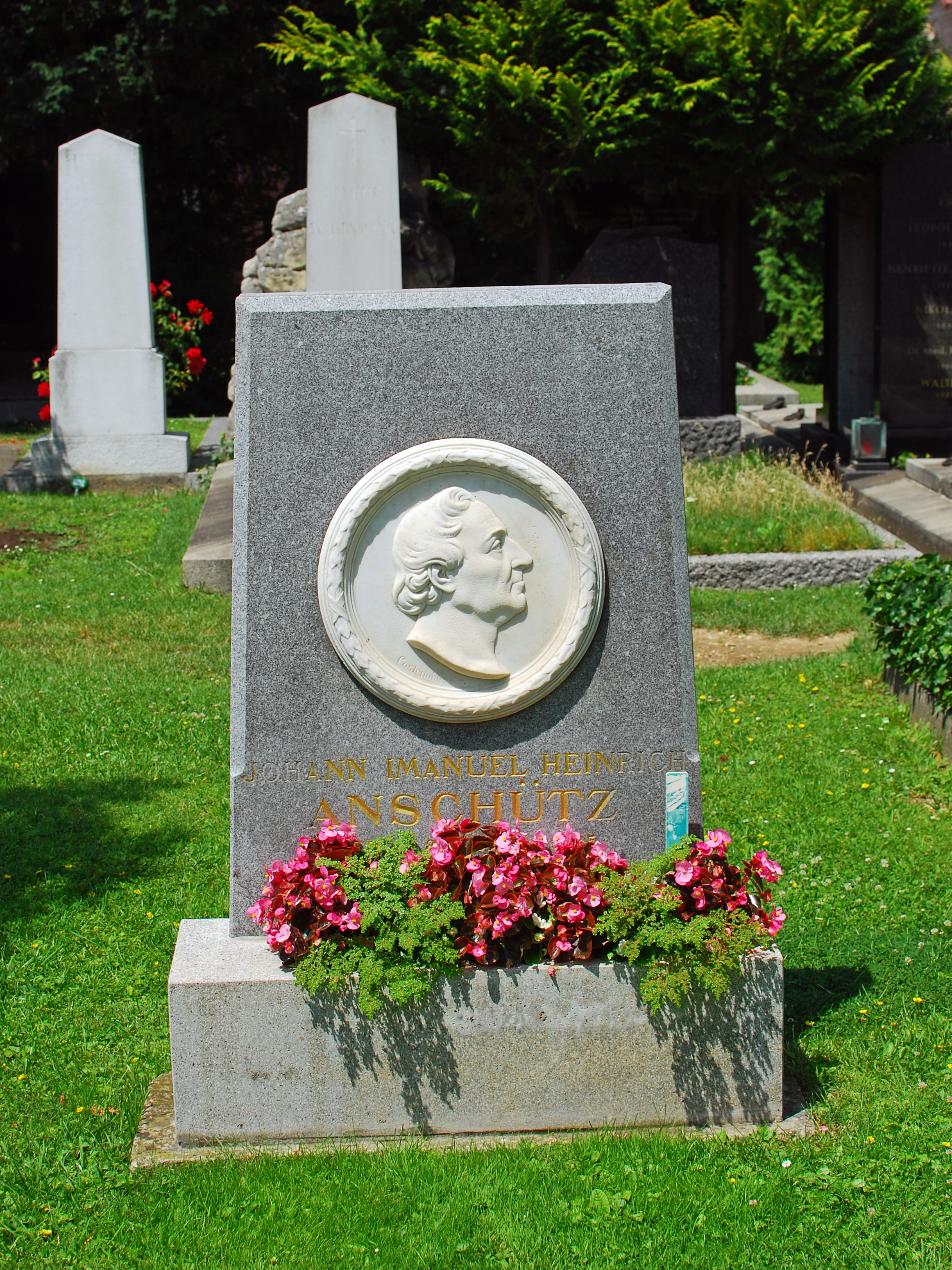
Heinrich Anschütz Grabstätte

Im Jahr 1894 wurde in Wien Rudolfsheim-Fünfhaus (15. Bezirk) die Anschützgasse nach ihm benannt.

## Rollen
- Adolf von Klingsberg (Die beiden Klingsberg, August von Kotzebue)
- König Lear (William Shakespeare)
- Erbförster (Der Erbförster, Otto Ludwig)
- Götz von Berlichingen (Götz von Berlichingen Johann Wolfgang von Goethe)
- John Falstaff (Die lustigen Weiber von Windsor, William Shakespeare)
- Meister Anton (Maria Magdalena, Friedrich Hebbel)
- Frhr. von Attinghausen (Wilhelm Tell, Friedrich Schiller)
- Marquis de Posa (Don Carlos, Friedrich Schiller)
- Musikus Müller (Kabale und Liebe, Friedrich Schiller)

## Autobiografie
- Heinrich Anschütz, Erinnerungen aus dessen Leben und Wirken. Wien 1866[A 1]